# 一戸のぞみ
一戸 のぞみ（いちのへ のぞみ、1983年12月12日 - ）は、日本の元AV女優。ゼロサムプロダクション所属だった。

## 人物
神奈川県出身。
趣味は食べる事、犬と遊ぶ。
2011年から映像コンテンツ権利処理機構に連絡のとれない権利者として掲載されている。

## 出演作品

### アダルトビデオ
2008年
- 若妻の肌ざわり（4月30日、光夜蝶）
- 爆乳ハーレム（5月5日、ワンズファクトリー）
- 触手アクメ2（5月22日、SODクリエイト）
- CHARISMA☆MODEL（6月19日、kira☆kira）
- 巨乳女教師狩り（7月13日、マルクス兄弟）
- 高身長共演 W痴女の男根輪姦（7月13日、MOODYZ）
- モデルin… [脅迫スイートルーム] Fashion Model Nozomi（24）（7月15日、ドリームチケット）
- kira☆kiraSPECIAL 極上BODY☆潮吹き大乱交（7月19日、kira☆kira）
- 巨女をシタから見上げてみたい…（8月1日、AVS）
- 美脚で虐める最高の足コキ発射!（8月1日、ワンズファクトリー）
- チ●ポは自分でシゴきますから、それ以外の「接吻」とか「乳首責め」とか「亀頭チロチロ舐め」とかのお手伝いは、ぜ～んぶお姉さんがシテ下さい。2（8月15日、ワープエンタテインメント）撮りおろし
- 官能小説朗読オナニ～ 3（8月19日、イエロー）
- 93cm Gcup NOZOMI (8月19日、OPPAI)
- 拘束×強制イラマ×口内射精（9月13日、マルクス兄弟）
- 女性アスリートアクメ地獄 VOL.1（9月18日、SODクリエイト）
- 女子刑務所 秘密のレズ号棟（9月18日、LADY×LADY）
- 高身長女 浣腸イラマ首絞め失神アクメ（9月19日、ドグマ）
- 爆乳ザーメン中毒（9月19日、エムズビデオグループ）
- オルガスムスが止まらないの。（9月19日、乱丸）
- 巨乳制服コギャルズ学園 2（9月19日、kira☆kira）先生役
- 爆乳ロ●ータ高身長 個性派ボディートリプルマンコ（9月19日、アンナと花子）
- 禁断のカウンセリング（10月3日、アウダースジャパン）
- DOKIレズ 27（10月3日、アウダースジャパン）
- ロリっ娘パイパン美少女学園 2（10月19日、イエロー）先生役
- E-BODY 一戸のぞみ（11月13日、E-BODY）
- 非日常的悶絶遊戯 第九十四章 訪問美容部員、のぞみの場合（11月13日、AVS）
- 巨乳人妻町内会（11月19日、イエロー）
- 悪の秘密ケツ社 一ノ屁のぞみ対肛門変態ホラレンジャー（11月22日、クロス）※AVグランプリ2009 エントリー作品
- 団鬼六 縄と肌（11月28日、ピンクパイナップル）
- 脱ぎたてホクホクパンティー手コキ&フェラ 2（12月19日、イエロー）
- 高身長オナニー・パラノイア（12月19日、ドグマ）

2009年
- ボイン大好きしょう太くんのHなイタズラ 21（1月1日、グローリークエスト）
- 芸能人 板垣あずさ 少女の性欲 中出し～青春だらだら日記～（1月1日、SODクリエイト）
- 悶絶美熟女の卑猥な日常 化粧品販売のOL、奈津美とのぞみの場合（1月7日、マドンナ）
- おしゃぶり予備校12（1月16日、映天）
- 初アナルFUCK高身長ど迫力ボディー悶絶尻アクメ（1月19日、クロス）
- おまんこアクメと肛門アクメ絶頂潮吹きディープレズ（1月19日、アンナと花子）
- kira☆kira フェラチオ学園祭 Vol.2（1月19日 kira☆kira）
- 手コキでベロちゅ～ 5（1月19日、イエロー）
- エロイカラダのイイオンナ -ErroticaBody- I（1月30日、U&K）
- 真性中出し（2月13日、MOODYZ）
- アナル汁垂れ流し激淫乱ダブル痴女（2月25日、ダスッ!）
- 「飼育の虜」 変態マゾ男とペニバン女 【第六章】（2月27日、U&K）
- 旦那の趣味で犯されて（3月5日、タカラ映像）
- 人妻潮吹き町内会（3月19日、イエロー）
- Lesbian Life 7（3月20日、U&K）
- 痙攣遊園地（4月4日、ナチュラルハイ）
- 巨乳潮吹きW痴女（4月19日、ROOKIE）
- 変態女教師ごっくんスペルマ38発!（5月1日、ワンズファクトリー）
- 無理矢理に連続で2回出さされる手コキ（5月1日、ワンズファクトリー）
- 美脚美女に飼われる人間ペット♂（5月5日、フリーダム）
- 拘束M男責め 2（5月5日、フリーダム）
- M男的主観「ワタシの玩具」にされた僕。（5月5日、フリーダム）
- 溢れだす美熟女の泉 ～長身のおもらし義姉さん・のぞみ～（5月7日、マドンナ）
- 露出痴女 その場でごっくん!（5月21日、グローリークエスト）
- ネチョレズ! VOL.3（5月22日、U&K）
- パンスト×巨乳×コスプレ×生中出し（6月4日、グローリークエスト）
- 時間よ止まれ! パート13（6月4日、V&Rプロダクツ）
- オナキャスト! VOL.1（6月12日、U&K）
- ボイン痴女たちの童貞筆下ろし大乱交（6月13日、MOODYZ）
- ムチムチッ! 巨乳だけでイイ! 美藤れん（6月16日、マキシング）
- アナル中出し20連発!（6月19日、イエロー）
- 故郷の従姉（6月25日、マドンナ）
- 拷問フェラくらぶDX2（7月1日、MOODYZ）
- 美脚×ローライズ短パン×露出デート（7月13日、マルクス兄弟）
- レズびぁ～ん。#2（7月16日、マキシング）
- あのスケベな巨乳お姉さんは、アイツの会社の秘書らしい。10（7月18日、WEEKENDER）
- キャリアOLオフィス輪姦アナルレイプ（7月19日、クロス）
- ハイレグファンタジー6 特別版（7月19日、ミル）
- 大量の一発顔射 2 ザーメンメリーゴーランド（7月23日、アキノリ）
- キモ男小便ぶっかけ浣腸凌辱（9月1日、ヴィ）
- 会員制高級ソープ スリーローテーション 極上マット専門店（9月4日、グレイズ）
- 衝撃！男の頭までスッポリ入るメガマ○コ 一戸のぞみのスカルファック（9月5日、ROCKET）
- 狙われた未亡人（9月26日）
- 狙われた未亡人 一戸のぞみ・夢実（10月28日、小林興業）
- 世界一のチ○ポを持つ男にとって女はすべて口マ○コ!!!（11月5日、NON）
- ちん獣ハンター ツユ子（11月19日、グローリークエスト）
- えすかれーとするレズ7人 4時間（12月16日、マキシング）

2010年
- フェラチオ連続発射（1月22日、OFFICE K'S）
- エロコスBODY 真正中出しフルコース（1月30日、モブスターズ）
- フェラチオナニー（2月5日、OFFICE K'S）
- 実験工房 一戸のぞみ 長身ガール★キモ男ペニバン逆レイプ（3月25日、ケラ工房）
- Sanctuary-Nozomi Ichinohe-（4月24日、デジタルアーク）

2011年
- 猥褻アヌス使用中 AF浣腸異物挿入アナルプレイ4時間ベスト（9月19日、CROSS）
- S級レズタチプレイ（11月25日、LADIES♀ROOM）
- ビューティフルレズビアン（12月23日、レディース・ルーム）

### テレビドラマ
- 特命係長 只野仁 シーズン4突入スペシャル（2009年1月3日、テレビ朝日）- ファッションモデル役